# Justin Chambers
Justin Chambers, född 11 juli 1970 i Springfield, Ohio, är en amerikansk skådespelare. 
Han är bland annat känd för sin roll som Dr. Alex Karev i TV-serien Grey's Anatomy. Han har också varit med i Cold Case där han spelar som Chris Lassing och löser gamla fall, men lämnade dock serien efter tre avsnitt.
Chambers har även varit modell för Calvin Klein.
Han är gift sedan 1993 och har fem barn, Isabella (född 1994), tvillingarna Maya och Kaila (födda 1997), Eva (född 1999) och Jackson (född 2002). Chambers har en tvillingbror, Jason Chambers, och de två bröderna tillbringade mycket tid på sjukhus som barn på grund av flera lunginflammationer.

## Filmografi (urval)
- 1999 – Seasons of Love
- 2001 – Bröllopsfixaren
- 2001 – The Musketeer
- 2002 – Leo vs. Stephen
- 2005 – The Zodiac
- 2005 – Southern Belles
- 2005–2020 - Grey's Anatomy
- 1999 – Liberty Heights
- 2013 – Broken City
- 2008 – Lakeview Terrace